# Besbre
Pour les articles homonymes, voir Besbre (homonymie).

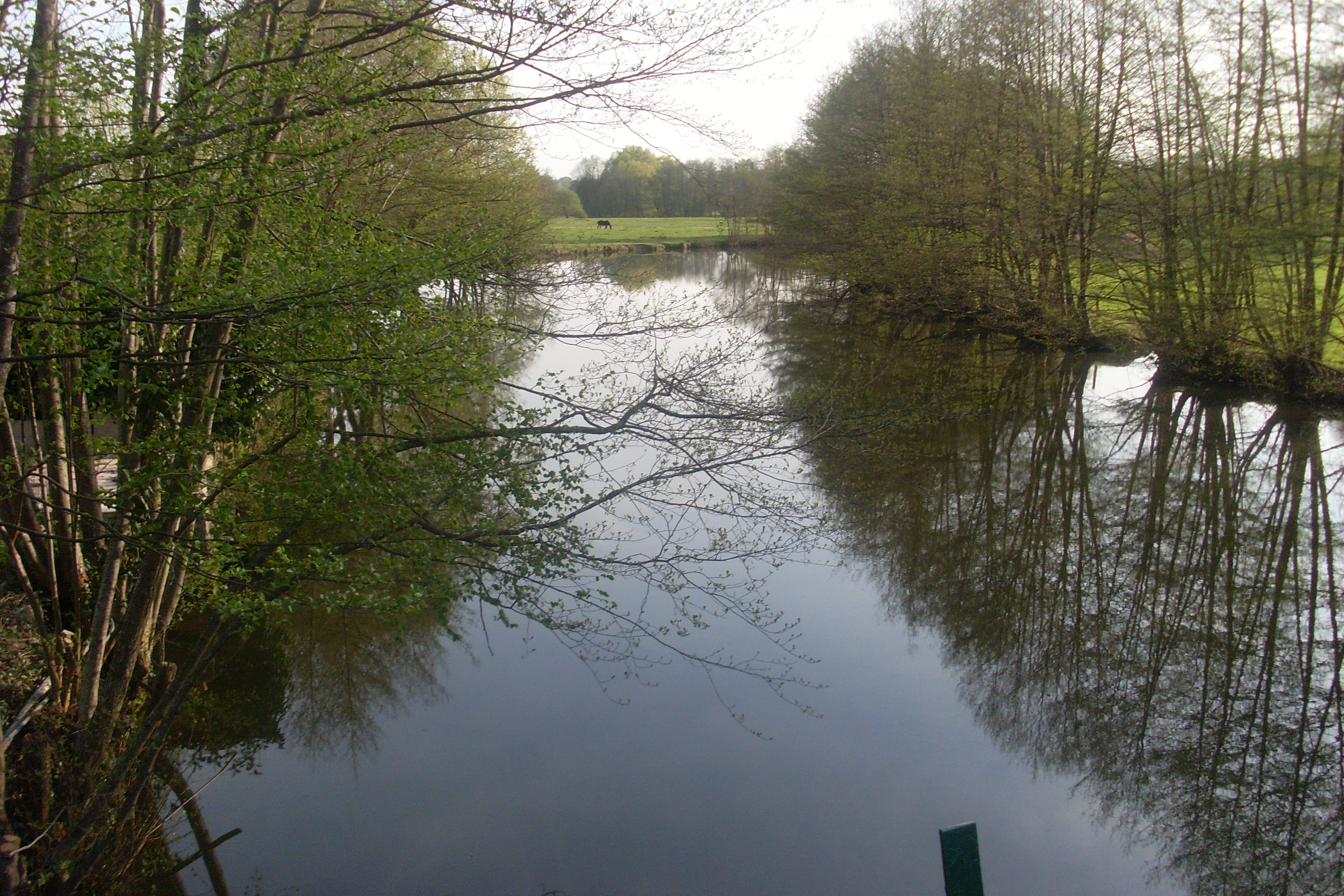
La Besbre à Jaligny.

La Besbre [bɛbʁ] est une rivière du centre de la France, qui coule principalement dans le département de l’Allier et dans une commune du département de la Loire dans la région Auvergne-Rhône-Alpes. C'est un affluent direct de la Loire en rive gauche.

## Origine et étymologie
La rivière, affluent de gauche de la Loire qui baigne La Palisse (sic), se nomme Bèvre (sic) selon le Larousse Universel ou nouveau dictionnaire encyclopédique de Claude Augé. L'appellation "Besbre" ou "Bebre" est attestée par les noms anciens, Fluvius-Berberis en latin médiéval, Berbera également en latin au XIVe siècle et Bebre en 1353 en langue commune.  
Deux formes anciennes ont été distinguées, selon les interprétations des auteurs : 
- Berbera, au VIe siècle[5], probable variante du gaulois borb, « bouillonnement »[6], du radical berb-, « bouillir »[7] ;
- Besbria, au XVIIe siècle[8].

Le "val de Besbre", incluant la Sologne bourbonnaise jusqu'à la source de la rivière dans la montagne bourbonnaise, aurait été une longue zone frontalière, placée sous l'autorité des Ambivares ou en latin Ambivareti, petit peuple client des puissants Eduens, à l'époque du Ier siècle avant J.C. L'empruntait plus tard, en relique séparative, l'ancienne frontière linguistique entre domaine franco-provençal (arpitan) à l'orient et de langue d'oc d'Auvergne (occitan) à l'occident, avant la descente médiévale et moderne de la langue d'oil à l'origine septentrionale.

## Géographie
La rivière Besbre s'écoule sur 106,38 km de longueur. Elle coule globalement du sud vers le nord,
Elle prend sa source sur la commune de Lavoine à 1 185 m d'altitude à 400 m au nord du puy de Montoncel. Le puy de Montoncel qui culmine à 1 287 m d'altitude à l'extrême sud-est du département de l'Allier est le sommet ou "podium antique" de la Montagne Bourbonnaise
Elle se jette dans la Loire, juste au sud de Saint-Aubin-sur-Loire (Saône-et-Loire) sur la commune de Diou (Allier), à 212 m d'altitude.

### Communes et cantons traversés
Dans les deux départements de l'Allier et de la Loire, la Besbre traverse vingt-trois communes (22 dans l'Allier et une seule dans la Loire : Saint-Priest-la-Prugne) et cinq cantons :
- dans le sens amont vers aval : Lavoine (source), Saint-Priest-la-Prugne, Laprugne, La Chabanne, Saint-Clément, Le Mayet-de-Montagne, Nizerolles, Châtel-Montagne, Arfeuilles, Le Breuil, Saint-Prix, Lapalisse, Servilly, Varennes-sur-Tèche, Trézelles, Chavroches, Jaligny-sur-Besbre, Thionne, Châtelperron, Vaumas, Saint-Pourçain-sur-Besbre, Dompierre-sur-Besbre, Diou (confluence)

Soit en termes de cantons, la Besbre prend source dans le canton du Mayet-de-Montagne, traverse les canton de Saint-Just-en-Chevalet, canton de Lapalisse, canton de Jaligny-sur-Besbre et conflue dans le canton de Dompierre-sur-Besbre.

### Toponymes
La Besbre a donné son hydronyme à trois communes : Dompierre-sur-Besbre, Saint-Pourçain-sur-Besbre, Jaligny-sur-Besbre.

## Affluents
La Besbre a quarante-huit affluents référencés :
- Le Petit Besbre (rd) 3,3 km sur la seule commune de Saint-Priest-la-Prugne avec un affluent selon Géoportail le ruisseau l'Eau Noire.
- L'Étui (rd) 5,7 km sur la seule commune de Saint-Priest-la-Prugne dans la Loire.
- la Goutte du Ris (rd) 1,7 km sur la seule commune de Saint-Priest-la-Prugne.
- la Goutte Routard (rg) 1,5 km sur la seule commune de Laprugne.
- le ruisseau de la Bonnière (rd) 3,8 km sur les deux communes de Saint-Priest-la-Prugne et Laprugne.
- le ruisseau de la Bonne Fontaine (rd) 2,2 km sur la seule commune de Laprugne.
- le ruisseau de Lamiouze ou la Goutte Pourrie (rd) 4,5 km sur les deux communes de La Chabanne et Laprugne.
- la Goutte Georges (rg) 2,8 km sur la seule commune de Laprugne.
- la goutte Fayet (rg) 2,5 km sur la seule commune de Laprugne.
- la Goutte Ribon (rg) 3,7 km sur les deux communes de La Chabanne et Laprugne.
- la Goutte Lallias (rd) 2,7 km sur la seule commune de La Chabanne avec un affluent :
  - la Goutte Mouche à Bœuf (rd) 1,5 km sur la seule commune de La Chabanne.
- le Sulor ou Sulore (rg) 2,9 km sur les deux communes de La Chabanne et Laprugne.
- Le Sapey (rd) 9,7 km sur les trois communes de La Chabanne, Laprugne et Saint-Nicolas-des-Biefs avec un affluent le ruisseau le Galant et un sous affluent la Grande Goutte.
- la goutte Charbonnier (rd) 2,3 km sur les deux communes de La Chabanne et Saint-Clément.
- le ruisseau des Arbres (rg) 3,6 km sur les deux communes de La Chabanne et Saint-Clément.
- la Goutte Noire (rd) 2,9 km sur la seule commune de Saint-Clément.
- la Goutte Breda (rg) 2,4 km sur les deux communes de Le Mayet-de-Montagne et Saint-Clément.
- le ruisseau le Charlet (rg) 2,8 km sur les deux communes de Le Mayet-de-Montagne et Saint-Clément.
- le ruisseau du Pas de l'Âne (rg) 2,2 km sur les deux communes de Le Mayet-de-Montagne et Saint-Clément.
- Le Coindre (rd) 13 km sur les trois communes de Châtel-Montagne, Saint-Clément et Saint-Nicolas-des-Biefs.
- la Goutte du Bois (rd) 5,4 km sur la seule commune de Châtel-Montagne et confluant après le barrage EDF de Le Mayet-de-Montagne et Saint-Clément (Allier) avec une base nautique[14].
- l'Almanza (rg) 7,2 km sur les deux communes de Le Mayet-de-Montagne et Châtel-Montagne.
- ? (rg) 0,8 km sur les deux communes de Le Mayet-de-Montagne et Châtel-Montagne.
- le moulin Gonge ou ruisseau du Bois Moutet (rd) 6,1 km sur les deux communes de Arfeuilles et Châtel-Montagne.
- le ruisseau des Beys (rg) 0,7 km sur les deux communes de Le Breuil et Châtel-Montagne.
- le ruisseau de la Pierre qui Danse (rg) 1 km sur la seule commune de Le Breuil.
- ruisseau des Paillières (rg) 1,7 km sur la seule commune de Le Breuil.
- ? (rg) 2 km sur la seule commune de Le Breuil.
- Le Barbenan (rd) 27,4 km sur sept communes et avec douze affluents : bassin versant de 123 km2[15].
- ? (rg) 1 km sur les deux communes de Le Breuil et Saint-Prix.
- deux bras de la Besbre sur (rg) 2,1 km sur les deux communes de Chavroches  et Saint-Prix avec un affluent :
  - le Brenasset (rg) 9 km sur les trois communes de Saint-Christophe, Saint-Prix et Le Breuil avec deux affluents :
    - le ruisseau des Veyles (rg) 5,7 km sur les trois communes de Saint-Christophe, Isserpent et Le Breuil.
    - ? (rg) 1,4 km sur la seule commune de Saint-Prix.
- ? (rd) 1,8 km sur la seule commune de Saint-Prix.
- L'Andan (rd) 12,8 km sur trois communes avec trois affluents
- ? (rd) 0,8 km sur la seule commune de Saint-Prix.
- la Petite Têche ou Ruisseau de Maupas (rd) 12 km sur cinq communes avec deux affluents
- le Graveron (rg) 6,5 km sur les trois communes de Périgny, Servilly et Trézelles.
- le Japprenard (rg) 4,4 km sur les trois communes de Cindré, Servilly et Trézelles.
- La Têche (rd) 18,3 km sur quatre communes avec cinq affluents.
- le Girardin (rd) 2,7 km sur les deux communes de Chavroches et Trézelles.
- le Ravotet (rd) 2,8 km sur les deux communes de Chavroches et Jaligny-sur-Besbre.
- ? (rd) 1 km sur la seule commune de Châtelperron.
- la Boulonne (rg) 3,2 km sur les deux communes de Châtelperron et Thionne.
- le Graveron (rd) 14,6 km sur quatre communes avec trois affluents.
- le Trimbalant (rd) 6 km sur les deux communes de Vaumas et Saint-Léon avec un affluent :
  - le Marcellange (rg) 4,1 km sur la seule commune de Saint-Léon.
- ? (rg) 2,8 km sur les deux communes de Vaumas et Saint-Pourçain-sur-Besbre
- le Charnay (rg) 12,1 km sur trois communes avec un affluent.
- le canal latéral à la Loire.

## Hydrologie
La Besbre est une rivière abondante, comme la plupart des cours d'eau issus des hauteurs du massif central français.

### La Besbre à Dompierre-sur-Besbre
Son débit a été observé sur une période de 34 ans (1966-2000), à Dompierre-sur-Besbre, localité toute proche de Diou où elle rencontre son confluent, la Loire. Le bassin versant de la rivière y est de 721 km2 soit la presque totalité de celui-ci (762 km2).
Le module de la rivière à Dompierre-sur-Besbre est de 9,23 m3/s.
La Besbre présente des fluctuations saisonnières de débit assez marquées, avec une longue période de hautes eaux allant de l'automne au printemps et portant le débit mensuel moyen à un niveau situé entre 10 et 17,5 m3/s, de novembre à mai inclus (avec un maximum prononcé en février). Dès fin mai le débit diminue rapidement pour aboutir à la période des basses eaux qui se déroule de juillet à la mi-octobre, amenant une baisse du débit moyen mensuel jusqu'à 2,96 m3/s au mois d'août, ce qui reste assez confortable. Mais les fluctuations de débit peuvent être plus importantes d'après les années et sur des périodes plus courtes.

### Étiage ou basses eaux
À l'étiage le VCN3 peut chuter jusque 0,54 m3/s, en cas de période quinquennale sèche, soit 540 litres par seconde, ce qui n'est pas trop sévère, et normal comparé à la moyenne des cours d'eau du bassin de la Loire.

### Crues
Les crues peuvent être importantes, mais sans excès comme c'est souvent le cas des affluents occidentaux de la Loire. Les QIX 2 et QIX 5 valent respectivement 56 et 75 m3/s. Le QIX 10 est de 87 m3/s, le QIX 20 de 99 m3/s, tandis que le QIX 50 vaut 110 m3/s.
Le débit instantané maximal enregistré à Dompierre-sur-Besbre durant cette période, a été de 112 m3/s le 1er décembre 1968, tandis que le débit journalier maximal enregistré était de 107 m3/s le 26 décembre de la même année. En comparant la première de ces valeurs à l'échelle des QIX de la rivière, il apparaît que cette crue était d'ordre cinquantennal, et donc relativement exceptionnelle.
Il peut être intéressant de comparer les QIX 2 et QIX 10 de la Besbre à ceux de l'Oudon, affluent de la rive droite de la Mayenne, coulant au nord-ouest d'Angers, et possédant un bassin et un débit assez comparables. Alors que le QIX 2 de la Besbre se monte à 56 m3/s, celui de l'Oudon en vaut 110. Quant au QIX 10, celui de la Besbre étant de 87 m3/s, il monte à 230 m3/s pour l'Oudon. Les crues de la Besbre sont plus de deux fois moins importantes que celles de l'Oudon, rivière de l'ouest du bassin de la Loire.

### Lame d'eau et débit spécifique
La Besbre est une rivière abondante. La lame d'eau écoulée dans son bassin versant est de 402 millimètres annuellement, ce qui est nettement supérieur à la moyenne d'ensemble de la France tous bassins confondus, mais surtout bien plus élevé que la moyenne du bassin de la Loire (244 millimètres par an). Le débit spécifique (ou Qsp) de la rivière atteint 12,8 litres par seconde et par kilomètre carré de bassin.

### Débits des cours d'eau du bassin de la Besbre
| Cours d'eau | Localité                  | Débits en m3/s | Débits en m3/s | Débits en m3/s | Débits en m3/s | Débits en m3/s | Débits en m3/s | Débits en m3/s | Côte max(m) | Max. instant. | Max. journ. | Lame d'eau (mm) | Surface (km2) |
| Cours d'eau | Localité                  | Module         | VCN3 (étiage)  | QIX 2          | QIX 5          | QIX 10         | QIX 20         | QIX 50         | Côte max(m) | Max. instant. | Max. journ. | Lame d'eau (mm) | Surface (km2) |
| ----------- | ------------------------- | -------------- | -------------- | -------------- | -------------- | -------------- | -------------- | -------------- | ----------- | ------------- | ----------- | --------------- | ------------- |
|             |                           |                |                |                |                |                |                |                |             |               |             |                 |               |
| Besbre      | Châtel-Montagne           | 2,67           | 0,032          | 19             | 27             | 32             | 37             | 43             | -           | -             | 45,1        | 625             | 135           |
| Sapey       | La Chabanne               | 0,52           | 0,008          | 4,7            | 7,5            | 9,3            | 11             | -              | 1,36        | 22,2          | 9,8         | 758             | 21            |
| Barbenan    | Le Breuil                 | 1,88           | 0,024          | 17             | 24             | 29             | 33             | 39             | 2,25        | 33,9          | 28,3        | 492             | 121           |
| Besbre      | Saint-Prix                | 6,10           | 0,150          | 52             | 75             | 90             | 100            | 120            | 2,24        | 136           | 99,5        | 536             | 360           |
| Besbre      | Lapalisse                 | 6,49           | 0,070          | 40             | 52             | 59             | 66             | -              | 2,61        | 70,5          | 61,5        | 454             | 452           |
| Besbre      | Saint-Pourçain-sur-Besbre | 8,96           | 0,520          | 59             | 82             | 97             | 110            | 130            | 3,41        | 114           | 107         | 399             | 710           |
| Besbre      | Dompierre-sur-Besbre      | 9,23           | 0,540          | 56             | 75             | 87             | 99             | 110            | 3,26        | 112           | 107         | 405             | 721           |
|             |                           |                |                |                |                |                |                |                |             |               |             |                 |               |

## Patrimoine - Curiosités - Tourisme

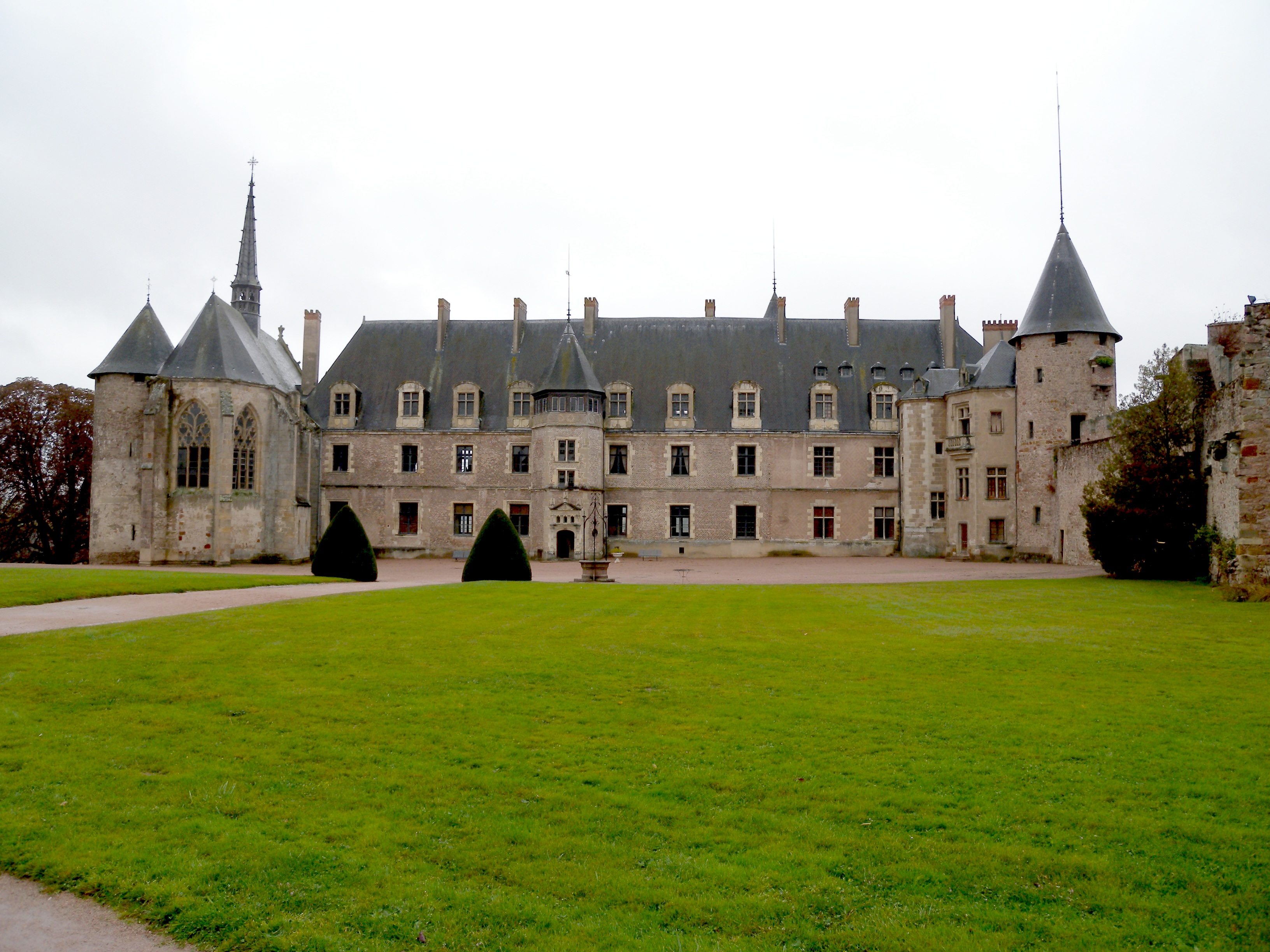
Château de La Palice à Lapalisse.

La « Maison Aquarium », à Jaligny-sur-Besbre, est un espace touristique, pédagogique et ludique qui présente la vie aquatique et l'environnement de la Besbre.
Le patrimoine de la vallée et du bassin de la Besbre est abondant et varié. La liste suivante n'est pas exhaustive : 
- Laprugne : châteaux de la Chapelle et des Petits-Herviers, sports d'hiver, point culminant des monts de la Madeleine, chemin de fer touristique.
- Châtel-Montagne : église Notre-Dame, chef-d'œuvre de l'art roman auvergnat, datée du XIIe siècle.
- Le Breuil : église romane Notre-Dame avec tombe d'Alix du Breuil.
- Lapalisse : château de La Palice (XIIe et XIIIe siècles complété aux XVe et XVIe siècles en style italien), l'hôpital du XVIIe siècle devenu Hôtel des Postes, les maisons à colombage du XVe siècle. Étangs dans la région.

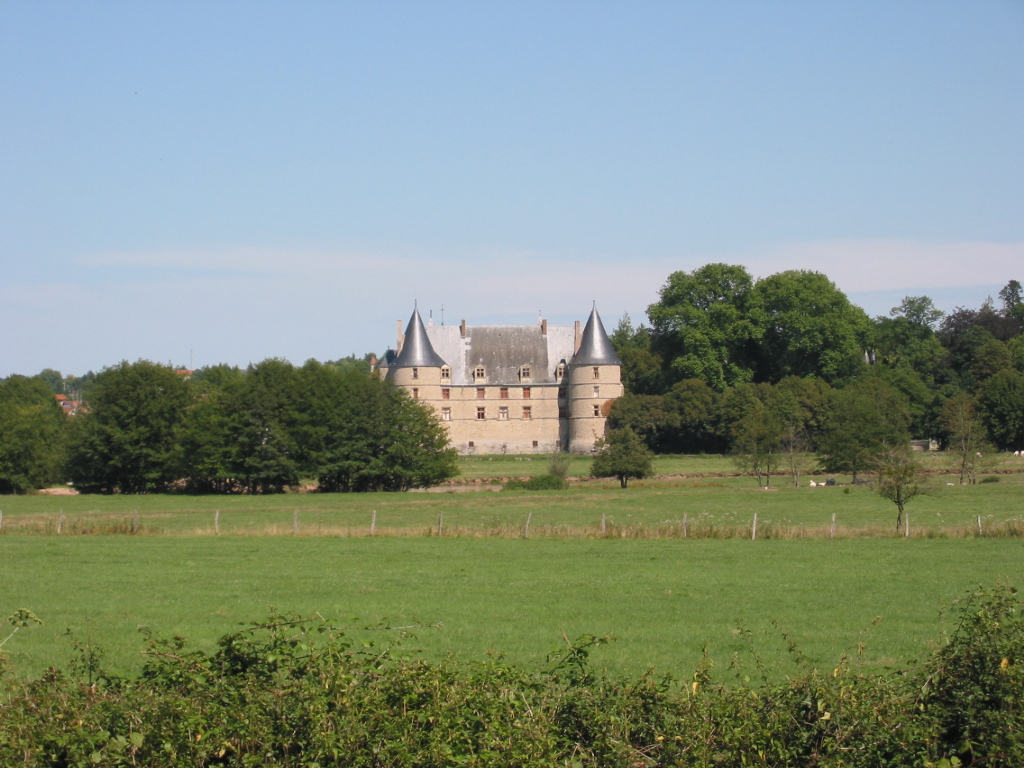
Château de Jaligny-sur-Besbre.

- Jaligny-sur-Besbre : château Renaissance avec porte du XIVe siècle, château du Lonzat avec parc, tours et enceinte du Moyen Âge, église Saint-Hippolyte avec chœur du XIe siècle et superbes statues des XVe et XVIe siècles. On peut y pratiquer toute une gamme de sports : pêche, équitation, canoë-kayak (location), VTT.
- Saint-Pourçain-sur-Besbre : château de Beauvoir des XIVe et XVe siècles avec parc et jardins, château de Toury des XIVe et XVe siècles également avec remparts, tour de guet, courtines, église Saint-Pourçain romano-gothique, musée de la Chasse, Palais de la Miniature (mini-gare SNCF), jardin zoologique inclus dans un parc d'attractions : parc du Pal (ouvert en avril 2007). Étangs et vignes.
- Dompierre-sur-Besbre : port fluvial sur le canal latéral à la Loire, monastère trappiste de Sept-Fons, château du XVIIIe siècle, ses maisons à pans de bois. Nombreux étangs dans les environs.

## La pêche
Le plan d'eau de Saint-Clément, étendu sur 30 hectares, présente un grand intérêt pour les pêcheurs : on y pratique notamment la pêche au sandre. Dans le bassin de la Haute Besbre on pratique la pêche aux truites sauvages. Dans ce secteur, le Sichon offre également de fort beaux parcours jusqu'aux portes de Vichy.
Dans son livre Les Pieds dans l'eau (1974), René Fallet raconte quelques-unes de ses parties de pêche dans la Besbre. Il est par ailleurs l'inventeur de la course cycliste originale Les Boucles de la Besbre.

## Mine d'uranium
Sur la commune de Saint-Priest-la-Prugne, une mine d'uranium a permis l'exploitation en surface de 280 000 tonnes de minerai pour 1 492 tonnes d'uranium de 1957 à 1971, et en profondeur, 260 000 tonnes pour 6 920 tonnes d'uranium à 410 mètres de profondeur. Elle a nécessité un grand bassin de 4,5 millions de m3 pour décanter les effluents de l'usine chimique voisine en barrant la vallée à l'aide d'une digue en terre. La Commission de recherche et d'information indépendantes sur la radioactivité (CRIIRAD) et le Collectif des Bois Noirs ont conjointement mis au jour une contamination sur plusieurs dizaines de kilomètres de la rivière Besbre.